# Тетраморф

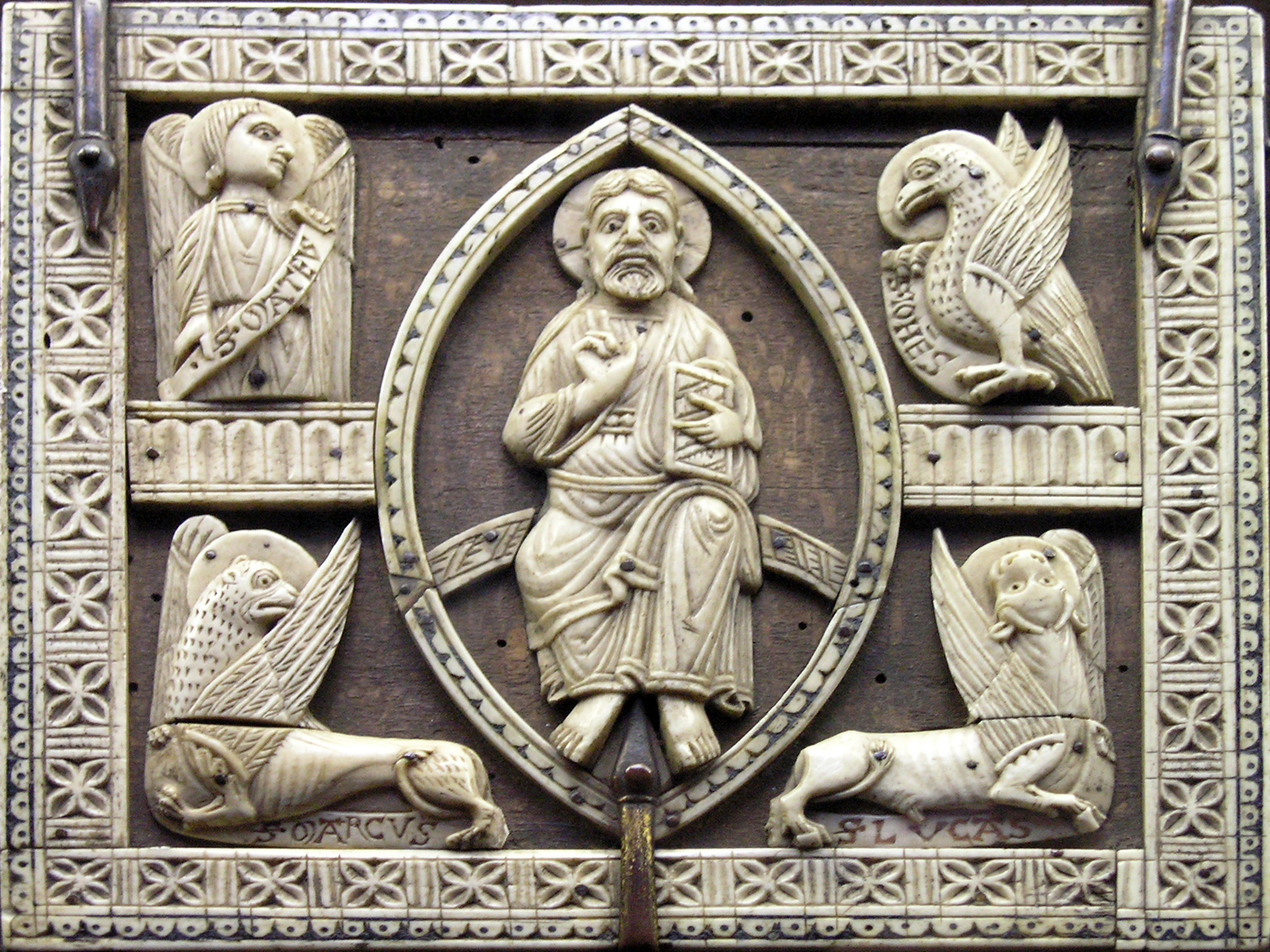
Тетраморф у християнській інтерпретації як символ євангелістів, XIII століття, Кельн, слонова кістка, Музей Клюні (Франція)

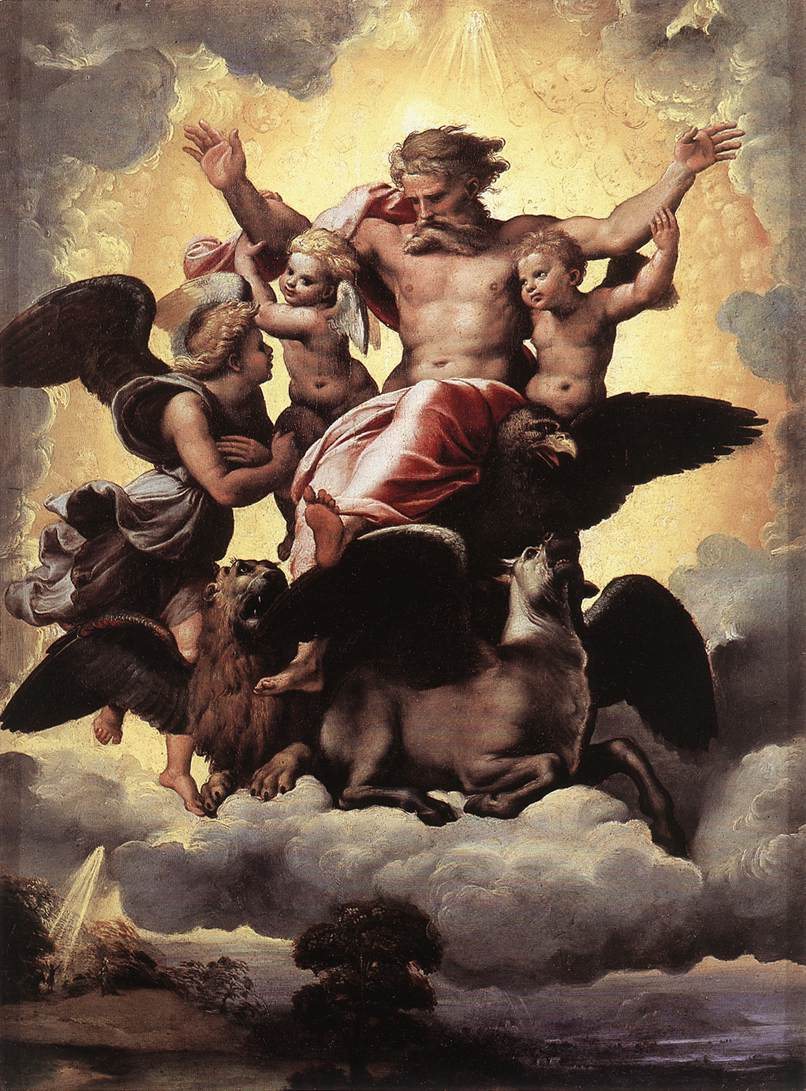
Видіння пророка Єзекіїля
(Рафаель, 1518)

Тетраморф (грец. τετραμορφος — чотиривидний) — в юдео-християнському віровченні та богослов'ї — крилата істота з видіння пророка Єзекіїля, єдина, проте з чотирма обличчями: людини, лева, тельця й орла. В Об'явленні Івана Богослова тетраморф представлений в образі окремих Чотирьох апокаліптичних істот (лат. quattuor animalia, вони ж Чотири, що живуть, у протестантів — Чотири живі істоти), які є охоронцями чотирьох кутів Трону Господа і чотирьох сторін раю.
Пізніше цих тварин було витлумачено як символи чотирьох євангелістів і термін «тетраморф» став застосовуватися в описі їхньої іконографії. Істоти стали Символами євангелістів і формою їхнього традиційного символічного зображення: Матвій в образі ангела, Марко в образі лева, Лука в образі тельця, Іван в образі орла. Кожен з них крилатий і тримає Євангеліє.
У Кабалі ці істоти носять назву «хайот а-кодеш» (букв. «святі тварини»).

## У Біблії
- Книга пророка Єзекіїля, гл. 1[1]:

І побачив я, аж ось бурхливий вітер насував із півночі, велика хмара та палючий огонь; а навколо неї сяйво, а з середини його ніби блискуча мідь, з-посеред огню.

А з середини його подоба чотирьох живих істот, а оце їхній вид: вони мали подобу людини.
І кожна мала чотири обличчі, і кожна з них мала чотири крилі.
А їхня нога нога проста, а стопа їхньої ноги як стопа телячої ноги, і вони сяяли, як ніби блискуча мідь.
А під їхніми крилами були людські руки на чотирьох сторонах їхніх, і вони четверо мали свої обличчя та свої крила.
Їхні крила прилягали одне до одного, не оберталися в ході своїй, кожне ходило просто наперед себе.
А подоба їхнього обличчя обличчя людини та обличчя лева мали вони четверо з правиці, а обличчя вола мали вони четверо з лівиці, і обличчя орла мали вони четверо.
А їхні обличчя та їхні крила були розділені вгорі; у кожного двоє крил злучувалися одне з одним, і двоє закривали їхнє тіло.
І кожна ходила просто перед себе. Туди, куди бажав дух ходити, вони йшли, не оберталися в ході своїй.
А подоба тих істот була на вид вугілля з огню, вони палали на вигляд смолоскипів; той огонь проходжувався поміж істотами. І огонь мав сяйво, і з огню виходила блискавка.
І ті живі істоти бігали й верталися, немов блискавка.
І придивився я до тих істот, аж ось по одному колесі на землі при тих живих істотах, при чотирьох їхніх обличчях.
Вид тих колес та їхній виріб як вигляд хризоліту, й одна подоба їм чотирьом, а їхній вид та їхній виріб ніби колесо в колесі.
Вони ходили в ході своїй на чотири боки, не оберталися в ході своїй.

А їхні обіддя були високі та страшні; і їхнє обіддя довкола в чотирьох їх було повне очей.
- Об'явлення Івана Богослова, гл. 4[2]:

А серед престолу й навколо престолу четверо тварин, повні очей спереду й ззаду.

І перша тварина подібна до лева, а друга тварина подібна до теляти, а третя тварина мала лице, як людина, а четверта тварина подібна до орла, що летить.

І ті чотири тварині, кожна з них мала навколо по шість крил, а всередині повна очей. І спокою не мають вони день і ніч, промовляючи: Свят, свят, свят Господь, Бог Вседержитель, що Він був, і що є, і що має прийти!

## У релігійній традиції

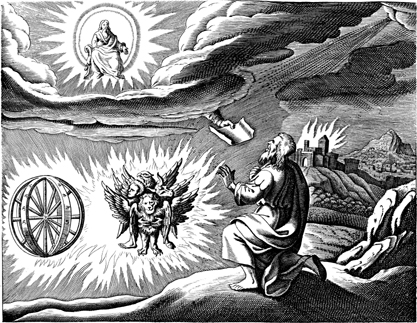
Видіння Єзекіїля
Маттеус Меріан (1593–1650)

### В юдаїзмі
У Талмуді говориться, що чотири істоти, яких Єзекіїль бачив біля трону Божого, спочатку були людиною, левом, биком і орлом, але Єзекіїль випросив у Бога взяти замість бика херувима для того, щоб Богу не довелося мати постійно перед очима тельця, який нагадував би Йому про те, як євреї поклонялися цій тварині.
В одному єврейському рукописі другої половини XIII століття Дерево життя охороняють чотири херувими. Це пояснюється тим, що у відповідному місці Книги Буття (Біблія 2 Буття 3:24) використовується форма множини «כרובים» (керувим), яка в християнських Бібліях традиційно перекладається словом «херувим» в однині.

#### В Кабалі
|                          |                             | Лев     | Орел     | Людина  | Бик     |
| ------------------------ | --------------------------- | ------- | -------- | ------- | ------- |
| Кабалістичні світи       | Кабалістичні світи          | Ацилут  | Брія     | Ієцира  | Асіа    |
| Сфірот                   | (за версією Бааль Сулам)    | Нецах   | Ієсод    | Малхут  | Ход     |
| Сфірот                   | (за версією Д. Л. Андреєва) | Хесед   | Гвура    | Малхут  | Тіферет |
| Сторони світу            | Сторони світу               | Південь | Схід     | Захід   | Північ  |
| Архангели (за мідрашами) | Архангели (за мідрашами)    | Михаїл  | Рафаїл   | Уріїл   | Гавриїл |
| Знаки зодіаку            | Знаки зодіаку               | Лев     | Скорпіон | Водолій | Телець  |

За Борхесом, в кабалістичній Книзі «Зогар» («Сяйво») ці чотири тварини звуться Ганіель, Кафзіель, Азріель і Аніель і дивляться вони на Схід, на Північ, на Південь та на Захід.

### У християнстві
Ці чотири тварин стали символами чотирьох євангелістів. Традиційне тлумачення таке:
| Ілюстрація | Істота                              | Євангеліст | Значення                                                                                                   | Християнське свято            |
| ---------- | ----------------------------------- | ---------- | --- | ----------------------------- |
|            | Людина (ангел) (лат. imago hominis) | Матвій     | Поєднання людська та божественної природи Христа, втілення та прийняття духу                               | Водохреща                     |
|            | Лев (лат. imago leonis)             | Марко      | Дієвість, панування й царська влада Христа-Царя, його Воскресіння з мертвих і Вознесіння                   | День святого Іоана Хрестителя |
|            | Бик (Віл) (лат. imago vitulis)      | Лука       | Священнодійна й священицька гідність Христа, його хресна жертва                                            | Страсний тиждень              |
|            | Орел (лат. imago aquilae)           | Іван       | Дар Святого Духа, що здіймається над Церквою, а також протистояння Христа спокусам у пустелі, протидія злу | Собор архистратига Михаїла    |

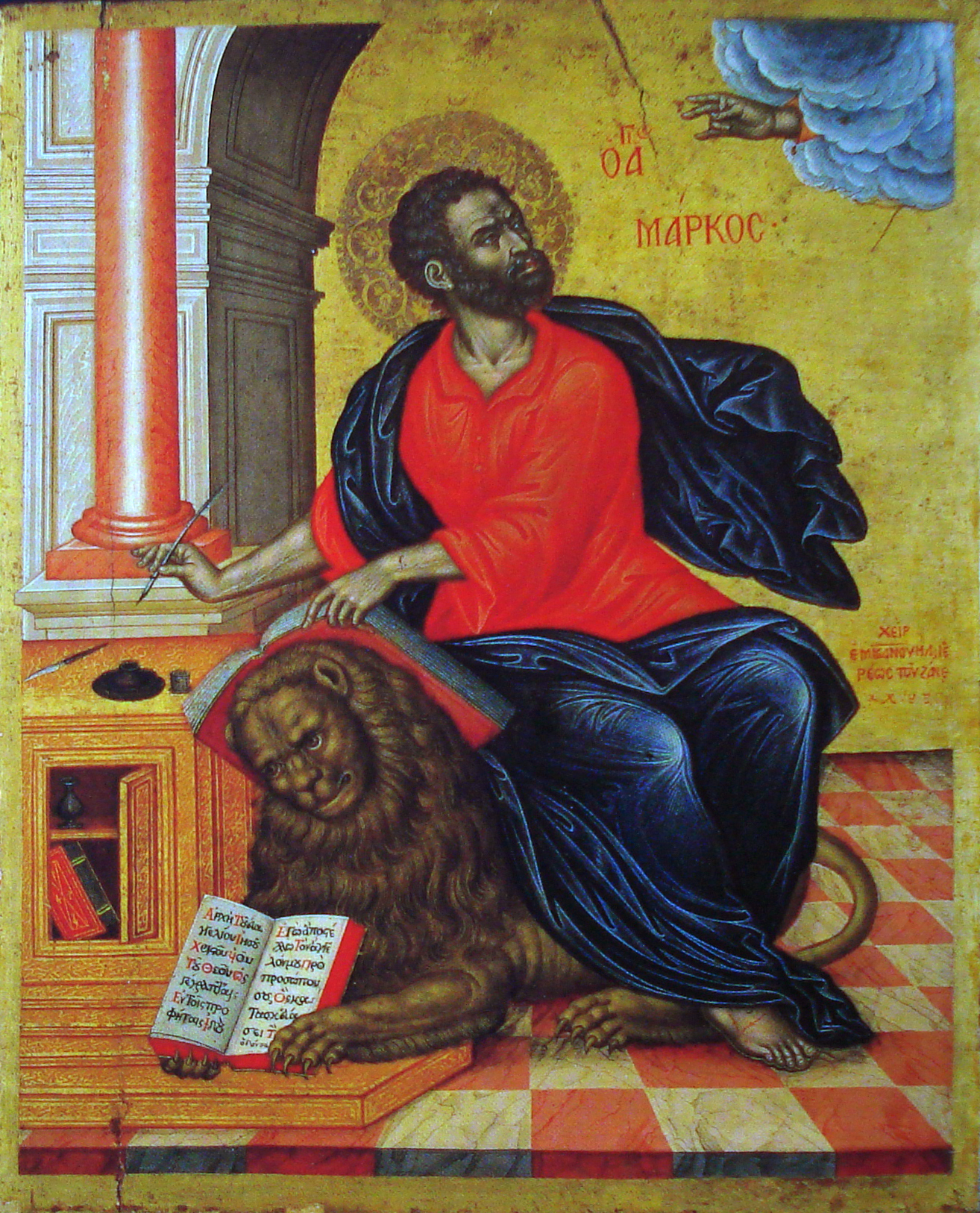
«Святий Марко і лев»
(Еммануїл Цанес, 1657)

Такий розподіл істот між євангелістами устоявся не відразу — спочатку це відбулося в християнському богослов'ї з кінця II століття, а з IV століття і в християнському мистецтві. Як символи євангелістів ці образи закріпилися в богослов'ї з часів Ієроніма, а починаючи з VII століття таке їхнє трактування на християнському Заході стає обов'язковим.
 Перша версія: Уперше в II столітті Іриней Ліонський у своєму тлумаченні Апокаліпсису запропонував трактування зв'язку євангелістів та істот з видіння Івана Богослова: лев у Іринея символізує Івана Богослова, телець — Луку, людина — Матвія, орел — Марка. Так само вважали Анастасій Синаїт, Арефа Кесарійський, Феофілакт Болгарський
і деякі інші богослови. Ця традиція збереглася на християнському Сході в малоазійських церквах. Іриней розтлумачує, що саме символізує кожнф з істот, і підсумовує, мовляв, справедливо, що на них сидить Ісус Христос.
 Друга версія: Наприкінці II століття з'являється новий розподіл: лев — Марко, телець — Лука, людина — Матвій, орел — Іван. Цю версію підтримали Вікторин з Петтау, Єпіфаній Кіпрський, Ієронім, Григорій I та інші: "символом євангеліста Матвія є людина, тому що він починає Євангеліє з людського родоводу Христа. Євангеліста Марка зображують з левом, адже він на початку Євангелія описує пустелю та Івана Хрестителя. Євангеліст Лука зображується з телям, бо він починає Євангеліє з опису жертвопринесення в храмі, проведеного Захарією. А апостол Іван, як орел, ширяє в гірських сферах". Ця версія здобула найбільше поширення в християнському богослов'ї і мистецтві.
 Третя версія: Іполит Римський та Блаженний Августин дотримувалися третьої версії: лев — Матвій, телець — Лука, людина — Марко, орел — Іоанн.
Святий Ієронім у своєму коментарі до Єзекіїля спробував обґрунтувати ці атрибути. Він каже, що Матвій одержав як символ ангела (чоловіка), бо він представив людську природу Спасителя; Марко — лева, бо він оголосив про царську гідність Христа; Лука — бика, що є емблемою жертовності, бо він показав священицьку сутність Христа; тоді як Іван — орла, за піднесений політ його віри. Також Ієронім пояснював, що тварин чотири, оскілки вони відповідають чотирьом сторонам світу, а також приводив асоціації з чотирма елементами, порами року, чеснотами. Григорій Великий (VII століття) вважав що істоти виступають символами Ісуса Христа в різні фази його земного життя: народився він як людина (incarnatio), смерть прийняв як жертовний бик (passio), при воскресінні був левом (resurrectio), а вознісся як орел (ascensio). Також тетраморф отримав трактування як символ єдиного Євангелія (Слова Божого), записаного чотирма євангелістами.
Міркування про чотирьох істот подибуємо в Августина та Климента Александрійського. При цьому Климент, коментуючи опис Ковчега Завіту з книги Вихід, пише що херувими на його кришці символізують " вказівку на чуттєвий світ, дванадцять знаків Зодіака та перебіг часу, який вони визначають ". Пізніше з'явилася окрема астрономічна інтерпретація тварин (див. нижче).

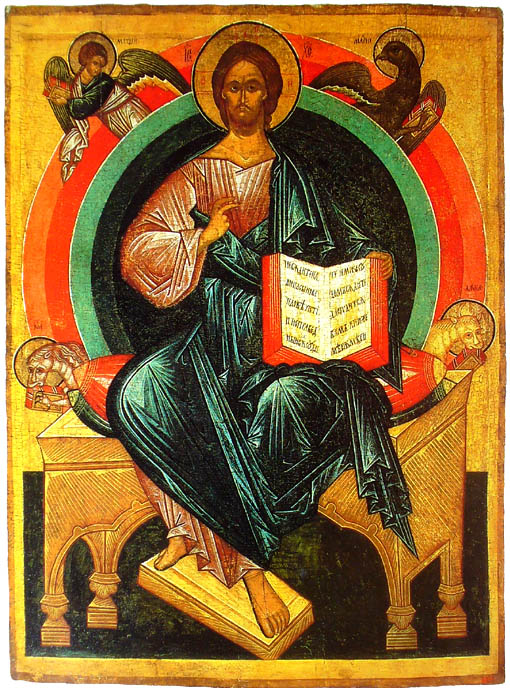
«Вседержитель» — Христос у тетраморфі (Новгород, XV століття)

До тетраморфу євангелістів в Православній церкві відносять заключні слова таємної євхаристійної молитви священика на літургії. Ці слова він вимовляє під час богослужіння як вигук: «співающе (орел), кричуще (віл), взивающе (лев) і глаголюще (людина)».
У Православній церкві перший розділ пророка Єзекіїля, що оповідає про таємничі чотири тварини, що носять престол слави, читається на шостій годині у Великі понеділок та вівторок.

## Астрономічна інтерпретація
| Зображення | Сузір'я  | Істота | Значення               | Сторона світла |
| ---------- | -------- | ------ | ---------------------- | -------------- |
|            | Стрілець | Людина | Зима, що все вбиває    | Південь        |
|            | Лев      | Лев    | Осінь, що все поглинає | Захід          |
|            | Овен     | Бик    | Літо, що все годує     | Північ         |
|            | Пегас    | Орел   | Весна                  | Схід           |

Микола Морозов у своїй роботі «Одкровення в грозі і бурі. Історія виникнення Апокаліпсиса» запропонував пов'язати біблійних тварин з чотирма сузір'ями. Морозов, як основоположник нової історичної хронології, розрахував, що своє видіння на острові Патмос Іоанн Богослов побачив 30 вересня 395 року, проте цього дня сузір'я Тельця і Лева не було видно на зоряному небі над островом.
На думку Морозова, видається можливим зв'язок символічних тварин з порами року, оскільки на початку кожного сезону у згадані сузір'я входить сонце. Окрім того хрестоподібне розташування даних сузір'їв на небі на чотирьох сторонах світу відповідає традиційному уявленню про них, як про патронів сторін світу, яке відоме ще з творів Ієроніма Стридонського (IV століття)
Астрономічна інтерпретація знає й інші ідентифікації: людина — сузір'я Скорпіона або Водолія, орел — сузір'я Скорпіона.
| Сузір'я  | Істота | Пора року | Прив'язка до Сонця                               | Сторона Світу | Християнське свято            | Благодіяння                                                     |
| -------- | ------ | --------- | ------------------------------------------------ | ------------- | ----------------------------- | --------------------------------------------------------------- |
| Тілець   | Бик    | Весна     | Між весіннім рівноденням і літнім сонцестоянням  | Схід          | Великдень                     | Жертовність, діяння заради ближнього                            |
| Лев      | Лев    | Літо      | Між літнім сонцестоянням і осіннім рівноденням   | Південь       | День святого Іоана Хрестителя | Скромність, здатність присмирити власну жагу                    |
| Скорпіон | Орел   | Осінь     | Між осіннім рівноденням і зимовим сонцестоянням  | Захід         | Собор архистратига Михаїла    | Осмислене відділення добра від зла та здатність протистояти злу |
| Водолій  | Янгол  | Зима      | Між зимовим сонцестоянням і весняним рівноденням | Північ        | Водохреща та Великий піст     | Прийняття Духу та його переваги над матерією                    |

## Джерело образів
Припускають, що коріння тетраморфа та вибір тварин слід шукати у вавилонській міфології, де вони символізували чотири чоловічі постаті чотирьох планетарних богів:
- Бик — атрибут верховного бога Мардука (Юпітер)
- Лев — бога війни Нергала (Марс)
- Орел — бога вітру Нінурта (Сатурн)
- Людина — бога мудрості Набу (Меркурій)

Німецький дослідник, доктор Ріхард Геннінг шукає первісне джерело цих емблем в чотирьох знаках зодіаку, що віддалені один від одного на дев'яносто градусів. Що до лева і бика, тут немає ніяких труднощів; ангел ототожнюється з Водолієм, у якого вигляд людини, а орел Іоанна — зі Скорпіоном, проте тут існують заперечення, оскільки Скорпіон вважається передвісником зла. Нікола де Вор в своєму «Астрологічному словнику» також висуває цю гіпотезу, зауважуючи, що згадані чотири фігури поєднуються у сфінксі, у якого може бути людська голова, тулуб бика, кігті та хвіст лева і крила орла.

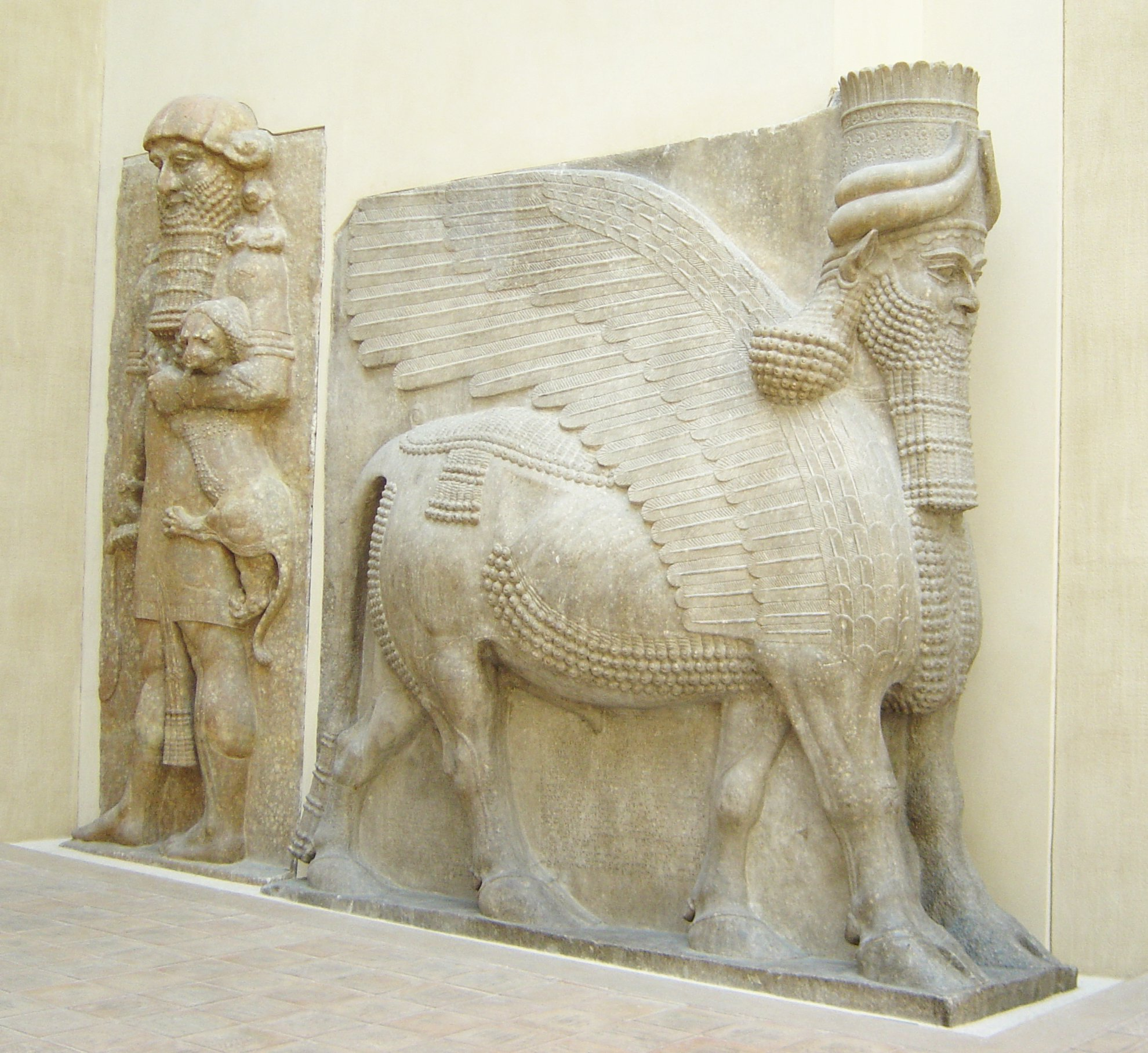
Бичачий колос (деталь ассирійських воріт; має тіло лева, бичачі копита, крила орла й обличчя людини)

При розкопках ассіро-халдейських міст були знайдені колоси биків і левів, що мали людські голови, а часом і дві пари крил (два з яких опущені, що відповідає опису Єзекіїля — Біблія Єз 1:9).
Ці фігури встановлювалися при входах до храмів і виступали в ролі каріатид, що підтримують склепіння (пор. з Єзекіїлем, що розповідає про склепіння над головами тварин — Біблія Єз. 1:22). Російський богослов, професор М. Н. Скабалланович повідомляє, що відомий малюнок на шумерському кам'яному циліндрі, який зображає бородатого бога, чий престол підтримують чотири саме таких крилатих бики.

### Аналоги в інших традиціях

Мітра

За енциклопедією символів: "тетраморфи — міфологічні істоти (як правило, тварини), що втілюють четверні космічні структури: сторони світу, пори року, стихії (іноді цей ряд може бути доповнений іншими елементами). Спочатку в міфологічній картині світу це істоти, що персоніфікують напрямки. Вони присутні по чотирьох сторонах світового дерева; це господарі й охоронці «чотирьох сторін світу», образи божественного покровительства, захисту від хаосу ". Різні культури мають у своїй міфології фігури, схожі з біблійними тетраморфами:
- В давньокитайській космології подібні функції спочатку виконує тетрада священних тварин — дракон, фенікс, тигр, черепаха. Аналогічні фігури є на печатках Мохенджо-Даро.
- Можливим продовженням цього образу в індійській традиції є вахан (їздові тварини богів) і локапали — божества, що охороняють сторони світу; спочатку їх було чотири, потім стало вісім; вважалося, що у кожного з них свій слон, що підтримує землю з однією з сторін.
- У Шумері функції тетраморфів виконували лев, орел, павич і бик.

Загалом можна простежити таку схему відповідностей сторін світу та істот-охоронців — для півночі, заходу, півдня, сходу:
- Чорна черепаха, білий тигр, малиновий фенікс, зелений дракон (Південно-Східна Азія);
- Орел, віл, лев, людина (Ассирія, Давній Ізраїль);
- Орел, слон, дракон, риба (Давня Греція),
- Яструб, шакал, мавпа, людина (Давній Єгипет).

Крім того, син давньоєгипетського бога Гора зображувався з людською головою, а інші три — з головами тварин. А в індуїзмі чотири голови має Брахма. У зображенні бога Мітри також поєднуються 4 тіла: людини, лева, птахи та змії.
Коран в 71 сурі «Нух» розповідає про традиційні для арабської міфології божества, від яких не хотіли відмовитися сучасники пророка Нуха (Ноя): « сказали [своїм одновірцям]: „ Не цурайтесь ні за що від своїх богів: ні від Вадда й Сува', ні від Ягуса, Я'ука і Насра!“». Професор М. Н. Скабалланович вважає, що мова йде про ідолів, що мали форму людини (жінки), лева, коня і орла.

## Храми
- Церква Чотирьох живих істот (Тетраморфа) знаходиться у верхньому прольоті сходів в Храмі Гробу Господнього в Єрусалимі, належить Ефіопській православній церкві.[26]

## Зображення в культурі

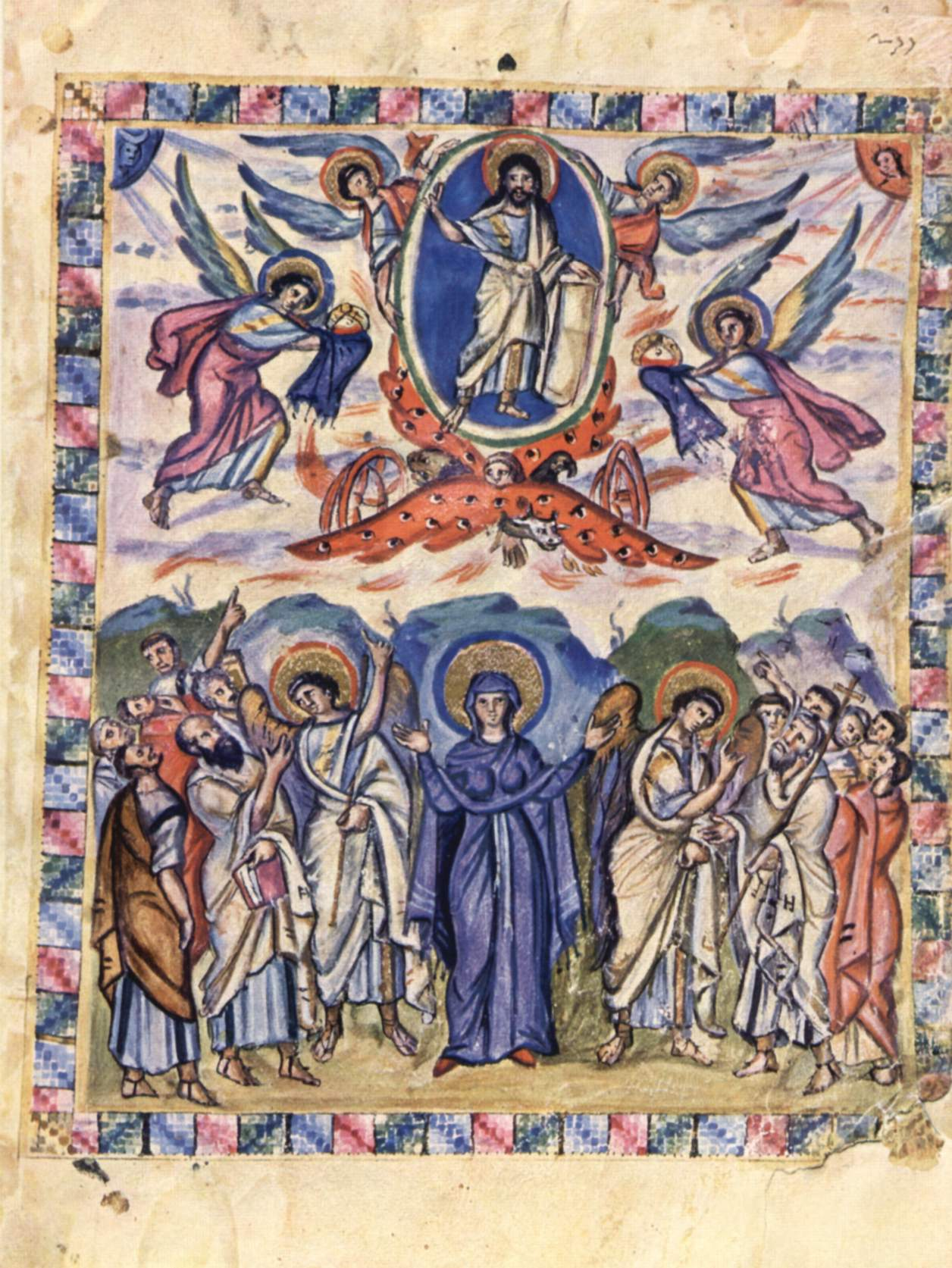
Вознесіння Христа
(Євангеліє Рабули, VI століття). Христос возноситься на тетраморфі з вогняними колесами, Крила тетраморфа вкриті очима

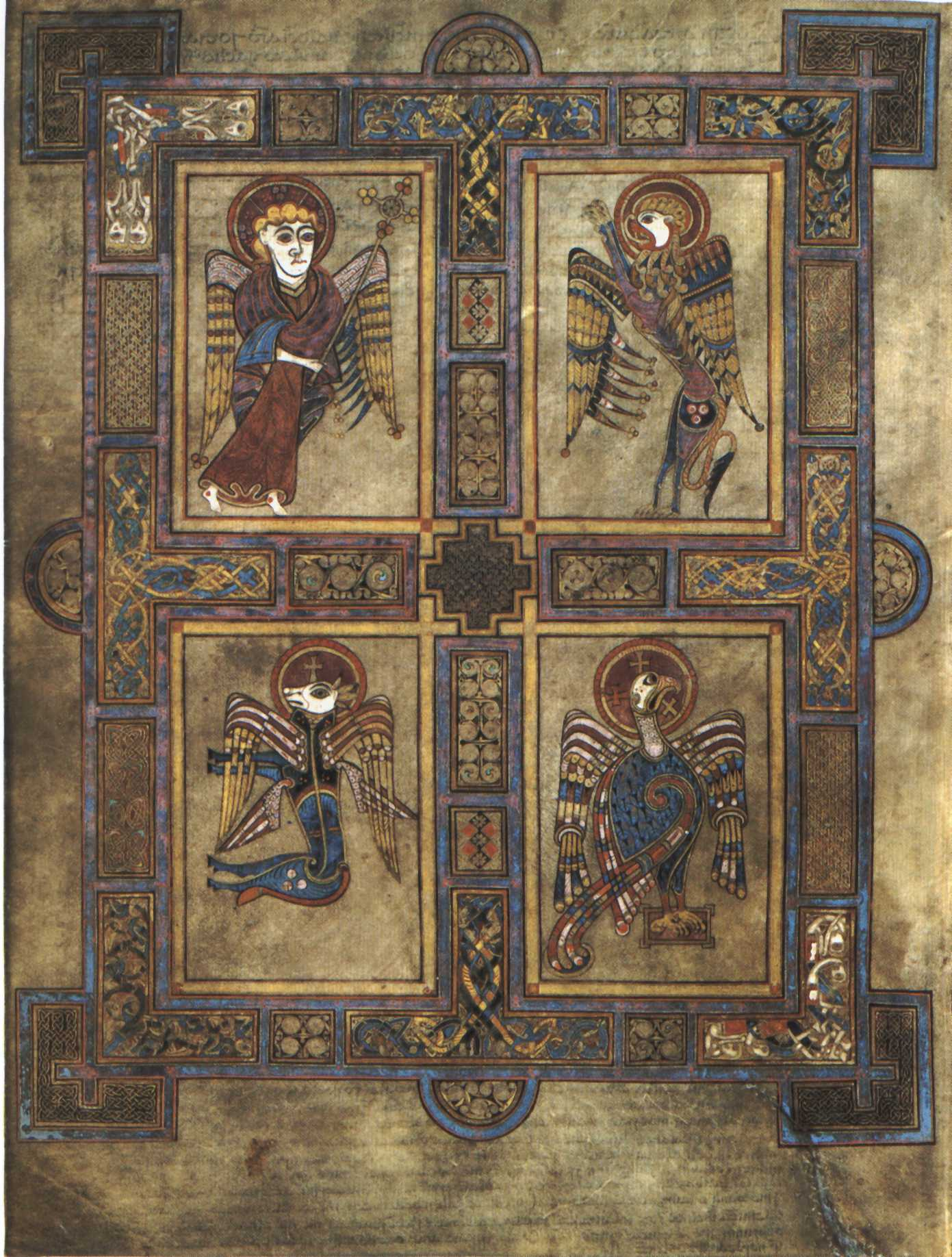
Тетраморф у Келлській книзі, VIII століття.

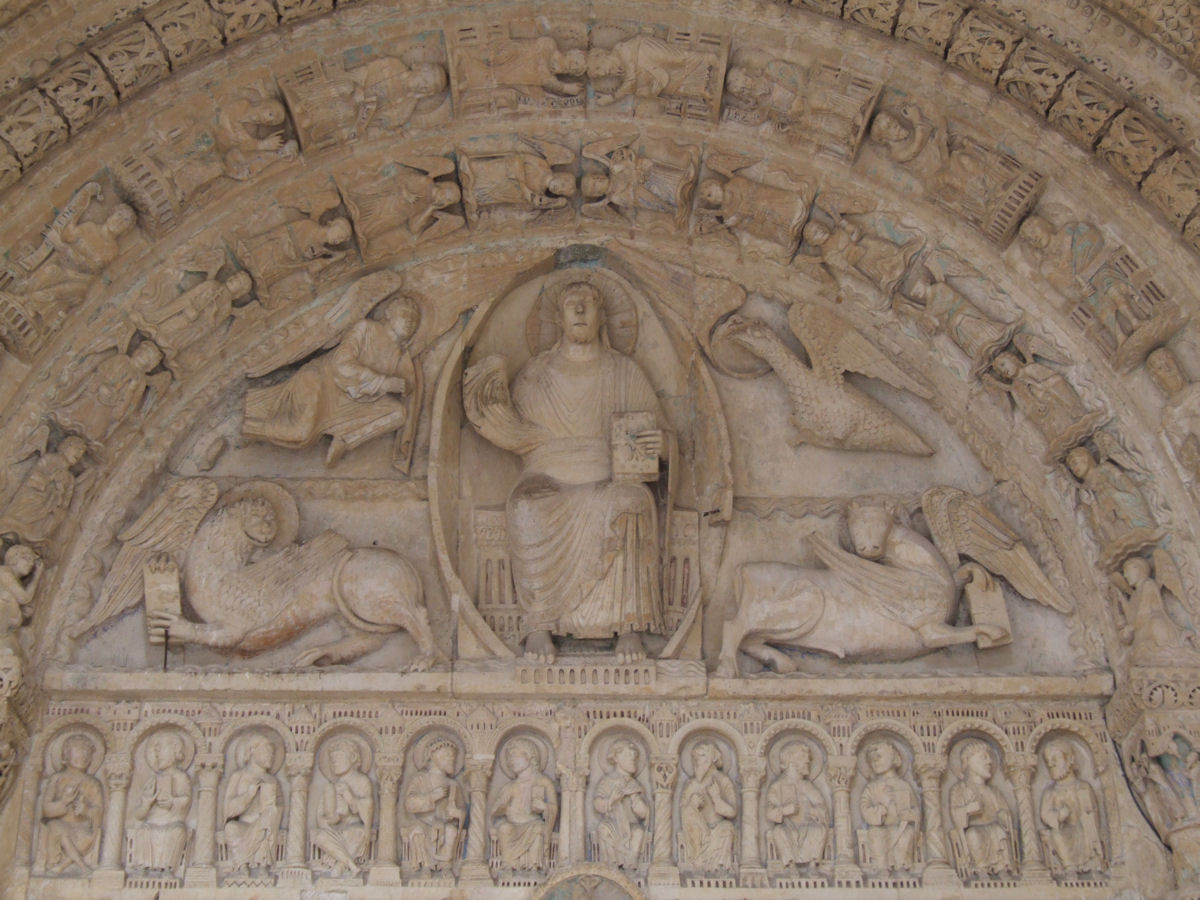
Тимпан собору Сент-Етьєн в Буржі

Спираючись на текст священного писання, тетраморф зображували разом з вогняною колісницею в видінні Єзекіїля. Цей образ також входив у іконографію «Христос у славі», трон якого, за Апокаліпсисом, стояв на чотирьох тваринах. Тобто Христос зображувався в мандорлі, по кутах якої розташовувалися символи євангелістів. Як і біблійні херувими та серафими, тетраморфи-символи євангелістів зображувалися біля Престолу Вседержителя, оточуючи його з чотирьох сторін, що символізує поширення Благої звістки на чотири сторони світу. В руках апокаліптичних тварин — Євангелія.
До певного часу символ тетраморфу також використовувався в іконографії Вознесіння Господнього — тобто Христос підносився на колісниці-тетраморфі з вогняними колесами.

### У Західній Європі
Часто символи євангелістів зображували на тимпанах і порталах храмів, де вони оточували Христа у славі. Крім того, велике число зображень залишили в давніх кодексах середньовічні мініатюристи.
Усі звірі, за видінням Єзекіїля та Івана Богослова, як правило зображуються крилатими, хоча існують манускрипти, де спостерігається відхід від цього канону. Також, деякі художники, спираючись на відомості Івана Богослова, покривали крила тетраморфів очима.
В епоху Відродження найвідомішим зображенням, хоча й одиничним, стала картина Рафаеля «Видіння пророка Єзекіїля».

### У православ'ї
Зображення євангельського тетраморфа в давньоруському живопису було не надто популярне. Вважається, що вперше таке зображення з'явилося в Трірському Псалтирі XI століття на мініатюрі з Христом, що вінчають Ярополка і його дружину Ірину (Гертруду).

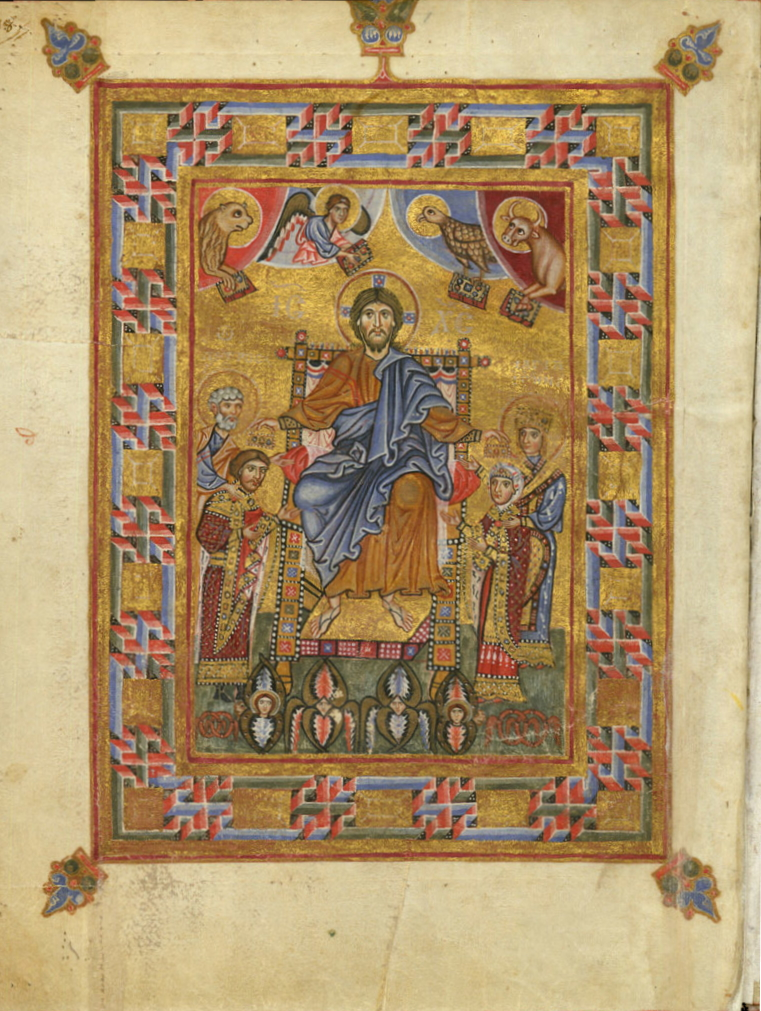
«Христос коронує Ярополка та Ірину», мініатюра з «Молитовника Гертруди» з зображенням тераморфа

Найраніший новгородський тетраморф — фрески церкви Спаса Преображення Ковалевського монастиря (1345), зруйнованого під час другої світової війни.
У системі розпису православного храму тетраморфи могли зображатися на куполі замість власне євангелістів, або ж разом з ними. На іконі «Єдинородний Сину» Спас тримає в руці невеликий тетраморф.
Указом Святійшого Синоду від 1722 року, зображати євангелістів з їх іменуванням у вигляді істот тетраморфу було заборонено. Тетраморфні символи, могли лише супроводжувати людські образи євангелістів. Самостійні зображення тетраморфу, як прообразу євангелістів, залишилися в традиції старообрядницького іконопису.
У самостійних композиціях тварини практично не зустрічаються, але зображуються на іконах євангелістів (наприклад, на Царських воротах іконостасу), а також як елемент складних іконографічних композицій, таких як Спас Вседержитель, Неопалима Купина тощо., зазвичай у вигляді чотирьох фігур, розміщених в червоних променях, спрямованих у чотири сторони, на знак поширення світла євангельського вчення на всій Землі.

### Інші відображення в культурі

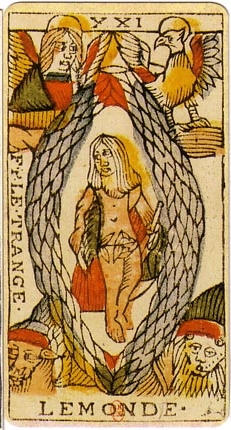
Карта Таро «Світ» (Le monde)

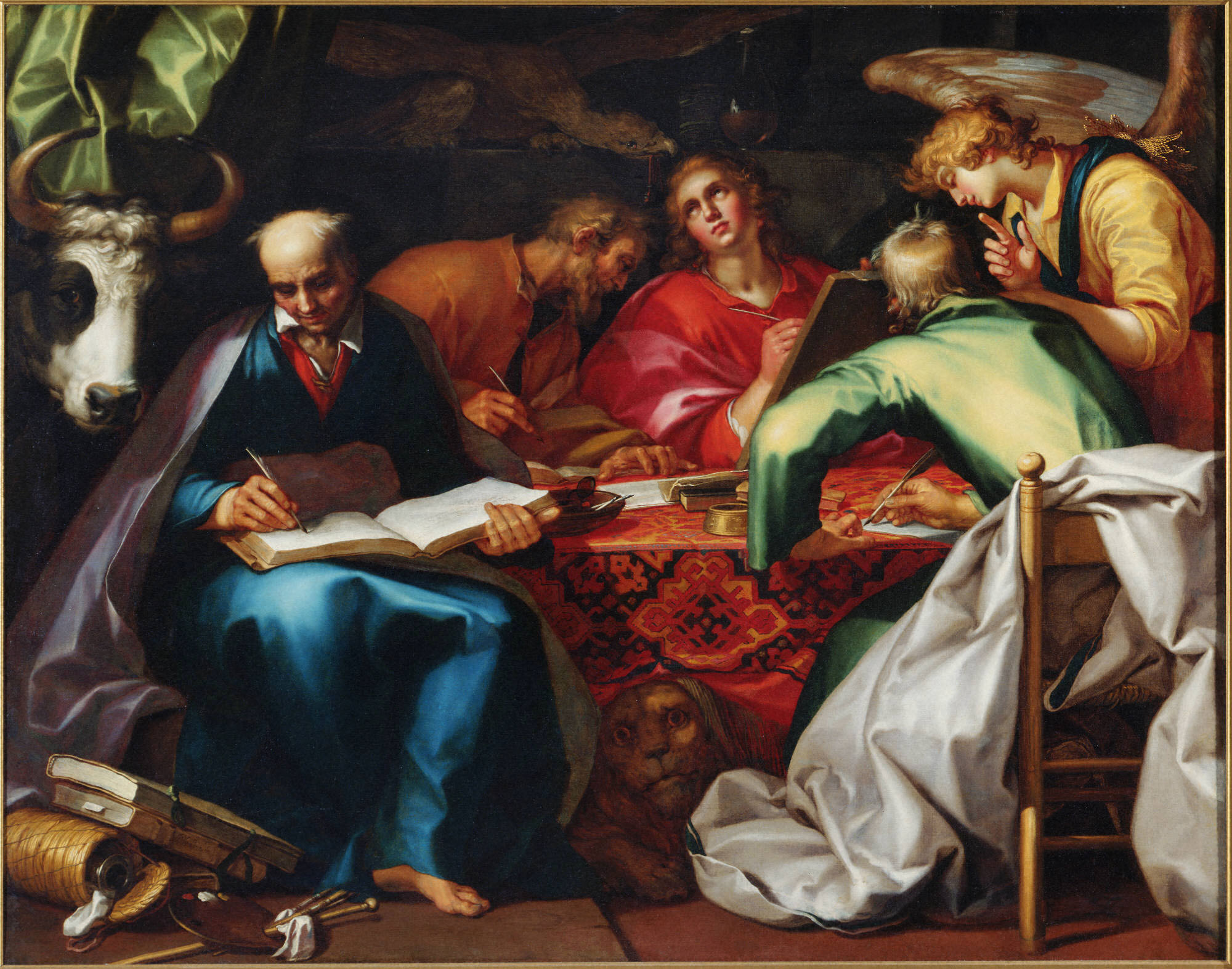
Чотири євангелісти (А. Блумарт, 1615)

- Чотири апокаліптичні тварини є символами, що використовуються масонами.
- У колоді Таро символи євангелістів розташовуються на кутах Старших Арканів — «Віз», «Колесо долі» і «Світ».
- Образи істот, що традиційно символізують євангелістів, використані у пісні «Місто золоте» (рос. Город золотой), на вірші Анрі Волохонського, відомої завдяки виконанню Борисом Гребєнщиковим.
- Образи євангелістів також використані у пісні «Орел, Телець і Лев», що написана Борисом Гребенщиковим (гурт «Акваріум»):